# Getränkekarton

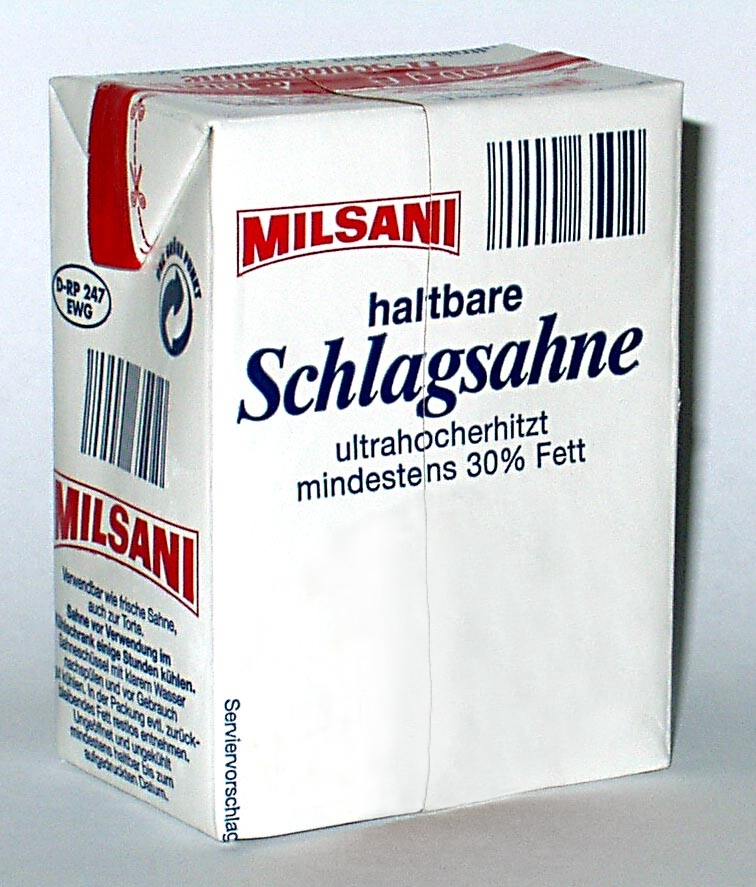
Getränkekarton von SIG Combibloc mit ultrahocherhitzer Schlagsahne

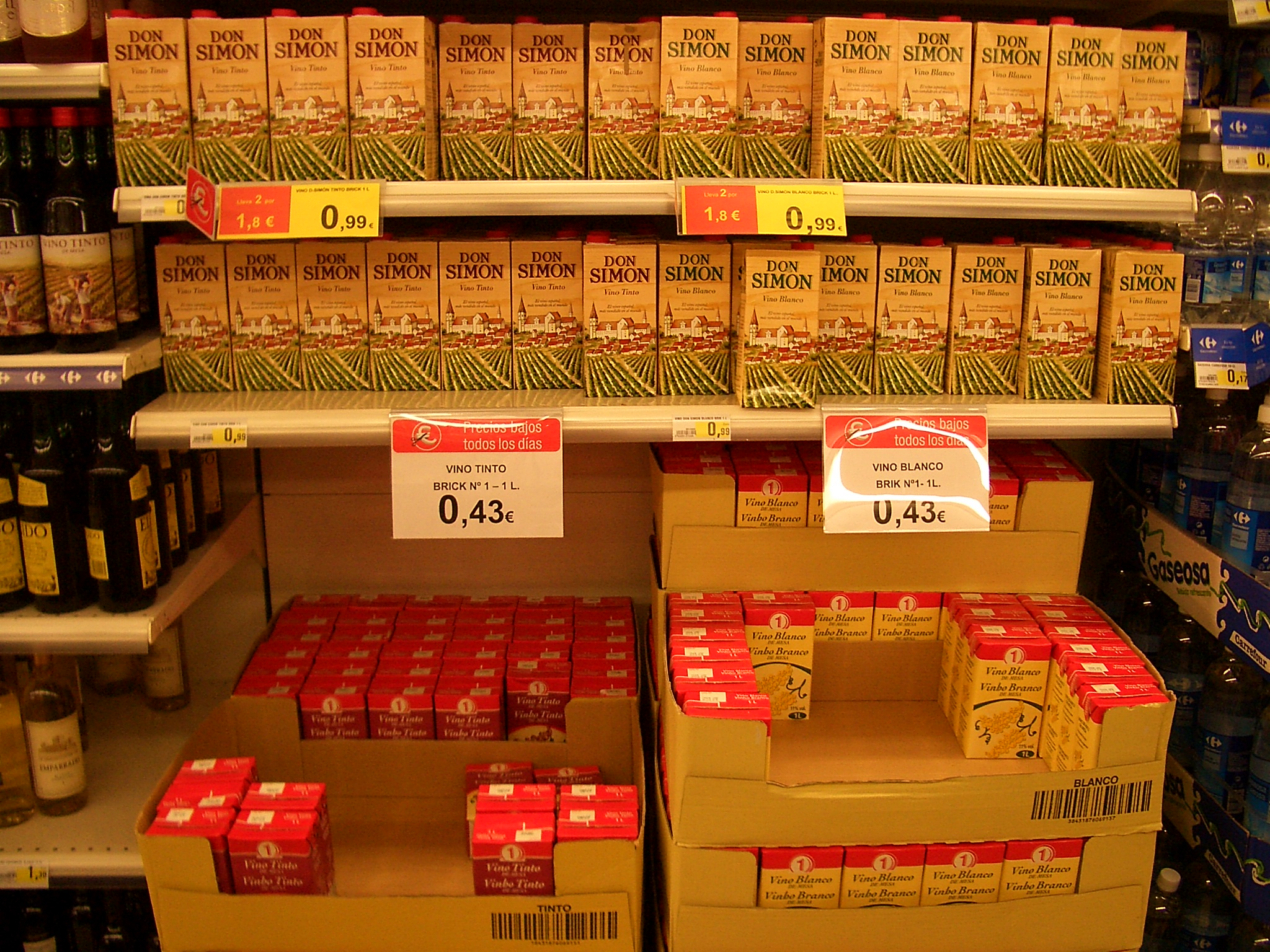
Spanischer Massenwein im Getränkekarton

Ein Getränkekarton – technisch korrekt Getränkeverbundkarton – ist eine Einwegverpackung aus Verbundstoffen für Getränke und flüssige Nahrungsmittel. Er besteht aus kunststofflaminiertem Karton, der je nach Einsatzzweck auf der Innenseite beschichtet wird. Dabei kommt Polyethylen, Aluminium oder EVOH zum Einsatz. Der Karton verleiht dem Verbundstoff Form und Stabilität. Die innere Beschichtung und – falls vorhanden – die Aluminiumzwischenschicht sorgen für den Schutz des Füllgutes. Die äußere Beschichtung schützt den Karton vor Durchnässung und erhöht die Barriereeigenschaften des Verbundes.

## Geschichte
Schon 1915 patentierte John van Wormer in den USA einen Getränkekarton, 1930 wurde schon Milch in Kartons abgefüllt. Ebenfalls 1930 ließ sich Günter Meyer-Jagenberg seine Perga-Packung als „Wasserdichtes Papiergefäß mit Faltverschluss und Vorrichtung zu seiner Herstellung“ patentieren und dürfte damit nicht das erste Patent auf einen Giebelkarton sein.
Später wurden das Öffnungskonzept der Getränkekartons von abzuschneidenden „Giebeln“ zu Plastik-Drehverschlüssen verbessert. Bis dahin war die Öffnung der Giebel umständlich und erzeugte potentiell unhygienische und tropfende Ausgüsse.

## Vergleich mit anderen Getränkeverpackungen
Der Getränkekarton besitzt in Konkurrenz mit anderen Verpackungen die folgenden Vor- und Nachteile:

### Vorteile
- Der Getränkekarton ist für Licht und Sauerstoff (wenn mit Alufolie) undurchlässig. Dadurch wird die Zerstörung bestimmter Vitamine verlangsamt.
- Er ist leichter als Glasflaschen.
- Getränkekartons beanspruchen weniger Volumen im Vergleich zu Flaschen, die in Kästen gestapelt werden.
- Gegenüber der Schlauchverpackung (etwa für Milch) und dem Folienbeutel (Beispiel: Capri-Sun) ist er auf Paletten ohne weitere Umverpackung stapelbar.

### Nachteile
- Der Getränkekarton ist ungeeignet für kohlensäurehaltige Getränke, die Überdruck erzeugen können.
- Er ist undurchsichtig. Dadurch sind der Füllstand oder Verfallserscheinungen wie Schimmelbildung nicht sichtbar.
- Bei der Produktion kann es zur Verunreinigung kommen. 2005 wurde in einigen H-Milch-Packungen die Chemikalie ITX (Isopropylthioxanthon) gefunden. 2006 haben die Hersteller Tetra Pak und ELOPAK laut eigenen Angaben neue Druckfarbenrezepturen eingeführt, die auf die Verwendung von ITX verzichten.
- Untersuchungen des Chemischen und Veterinäruntersuchungsamtes Münsterland-Emscher-Lippe in Zusammenarbeit mit der Universität Münster zeigen, dass Mikroplastik vom Verpackungsmaterial in den Inhalt und somit direkt in die menschliche Nahrungskette gelangt. Es wurden Polymere wie Polyethylen und Polyolefine gefunden.[4]

### Umweltschutz
Die ökologischen Auswirkungen von Getränkekartons werden kontrovers diskutiert und wurden über die vergangenen Jahre unterschiedlich bewertet.
Einerseits können Getränkekartons mit verschiedenen Verfahren recycelt bzw. verwertet werden und stellen eine Alternative zu den herkömmlichen Pfandflaschen aus Glas oder Einweggebinden aus PET dar. Im Gegensatz zu diesen nimmt ein leerer Getränkekarton zusammengefaltet weniger Platz ein und wiegt deutlich weniger, was die für den Transport benötigte Energie verringert. Das Umweltbundesamt hat 2015 in einem Forschungsprojekt, das von einem Begleitkreis unterstützt wurde, in dem nahezu alle relevanten Akteure aus dem wirtschaftlichen Umfeld der Getränke und Getränkeverpackungen (Packmittel- und Materialproduzenten, Abfüller und Handel sowie Entsorgung) sowie verschiedener NGOs und Vertreter der Wissenschaft vertreten waren, eine umfangreiche Anzahl von Ökobilanzen über Getränkeverpackungen aufstellen lassen, aus der unter anderem hervorgeht, dass zwischen der Verwendung von Mehrweg-Glasflaschen und Einweg-Getränkekartons kein umfassender ökologischer Vor- oder Nachteil erkennbar ist.

### Verwertung

Aufbau einer Verpackung der Marke Tetra Pak Aseptic

Nach Angaben des Umweltbundesamtes wurden 2013 von den Sammlungen des Dualen Systems Deutschland 137.300 t gebrauchte Getränkekartons stofflich verwertet, was einer Quote von 77,5 % entspricht. Der überwiegende Teil wurde in zwei deutschen Papierfabriken verwertet: In Kreuzau bei Düren steht eine Anlage der Papierfabrik Niederauer Mühle, eine weitere Recyclinganlage hat ihren Standort in Raubling bei Rosenheim. Bei der Wiederverwertung werden die Papieranteile bzw. die Zellstofffasern (ca. 75 %) nach einem Waschprozess extrahiert. Die Polyethylen- und Aluminium-Bestandteile (21 bzw. 4 %) werden in Müllverbrennungsanlagen und Zementwerken mitverbrannt und liefern in letzteren einen Teil des erwünschten Aluminiumoxides.
Im Chemiepark Knapsack wurde 2021 eine Recyclinganlage zur Aufarbeitung der Reststoffe Polyethylen und Aluminium in Betrieb genommen (18.000 t/a).
Die deutsche Verpackungsverordnung sieht vor, dass Verbundverpackungen, und somit auch Getränkekartons, wiederverwertet werden. Aufgrund der schwierigen Wiederverwertung wird jedoch teils auch dazu aufgerufen, beim Einkauf Verbundverpackungen zu meiden.
Die Deutsche Umwelthilfe forderte im Frühjahr 2010 eine Neubewertung der vertriebenen Getränkekartons. Durch einen geringeren Zellstoffanteil sowie eine niedrige Recyclingquote (35 % nach Berechnungen der Umwelthilfe) sei die frühere Einstufung als „ökologisch vorteilhaft“ sehr fraglich. Der Wirtschaftsverband Fachverband Kartonverpackungen für flüssige Nahrungsmittel e. V. (FKN) widersprach diesen Berechnungen.
Es gibt verschiedene Verfahren, um Getränkekartonagen in ihre Bestandteile zu zerlegen. Das einfachste Verfahren ist hierbei ein Waschverfahren, bei dem neben dem Papier auch die Folie und gegebenenfalls das Aluminium abgetrennt werden können. Die in Brasilien beworbene Plasmatrennung spielt in Europa keine Rolle. Die Polyethylen-Deckel können ebenfalls recycelt werden.

#### Schweiz
Um Strukturen für ein effizientes Recycling der Getränkekartons in der Schweiz zu schaffen, gründeten die Hersteller Tetra Pak, SIG Group und ELOPAK den Verein Getränkekarton-Recycling Schweiz. Der Discounter Aldi Suisse hat seit Sommer 2016 schrittweise eine Sammlung für Getränkekartons eingeführt. Die Model Holding betreibt in der Papierfabrik Weinfelden eine Recycling-Anlage und könnte mehr als die gesamte in der Schweiz anfallende Menge an Getränkekartons verarbeiten. Jedoch haben sich die Schweizer Großverteiler (mit Ausnahme von Aldi Suisse) noch nicht vom System überzeugen lassen und stellen noch keine Recyclingboxen für Getränkekartons auf. Deshalb hat Aldi Suisse die Sammlung per Ende Juni 2019 wieder eingestellt.
Aktuell können Getränkekartons an immer mehr Stellen zum Recycling retourniert werden. Der im November 2023 gegründete Verein Recypac will bis 2030 ein schweizweites Sammelsystem aufbauen. Das vom Verein lancierte kostenpflichtige System RecyBag wurde im Januar 2025 in der Stadt Bern eingeführt.

#### Mengen
Laut einer Studie der GVM, Gesellschaft für Verpackungsforschung, im Auftrag des Umweltbundesamts (UBA) von 2018 wurden folgende Mengen beim Recycling von Getränkekartons umgesetzt:
| in 1000 t                         | 2011  | 2012  | 2013  | 2014  | 2015  | 2016  |
| --------------------------------- | ----- | ----- | ----- | ----- | ----- | ----- |
| Angefallene Verpackungsabfälle    | 191,9 | 185,3 | 177,1 | 178,9 | 174,4 | 180,7 |
| Stoffliche Verwertung insgesamt   | 135,3 | 131,6 | 137,3 | 135,6 | 130,4 | 138,8 |
| davon im Inland                   | 135,3 | 131,6 | 137,0 | 135,5 | 130,2 | 128,9 |
| davon im Ausland                  | 0,0   | 0,0   | 0,3   | 0,1   | 0,1   | 9,9   |
| Energetische Verwertung insgesamt | 53,3  | 51,5  | 39,2  | 42,3  | 43,0  | 40,8  |
| Gesamtmenge Verwertung            | 188,7 | 183,1 | 176,5 | 177,9 | 173,4 | 179,7 |
| davon im Inland                   | 188,7 | 183,1 | 176,2 | 177,8 | 173,2 | 169,8 |
| davon im Ausland                  | 0,0   | 0,0   | 0,3   | 0,1   | 0,1   | 9,9   |
| Abfallmitverbrennung              | 2,1   | 1,4   | 0,4   | 0,6   | 0,6   | 0,7   |
| Verwertung u. Mitverbrennung      | 190,7 | 184,5 | 176,9 | 178,6 | 174,0 | 180,3 |
| davon im Inland                   | 190,7 | 184,5 | 176,6 | 178,5 | 173,9 | 170,4 |
| davon im Ausland                  | 0,0   | 0,0   | 0,3   | 0,1   | 0,1   | 9,9   |
| Rest (auch Deponie)               | 1,2   | 0,8   | 0,2   | 0,3   | 0,4   | 0,4   |

| in %                              | 2011  | 2012  | 2013  | 2014  | 2015  | 2016  |
| --------------------------------- | ----- | ----- | ----- | ----- | ----- | ----- |
| Angefallene Verpackungsabfälle    | 100,0 | 100,0 | 100,0 | 100,0 | 100,0 | 100,0 |
| Stoffliche Verwertung insgesamt   | 70,5  | 71,0  | 77,5  | 75,8  | 74,8  | 76,8  |
| davon im Inland                   | 70,5  | 71,0  | 77,4  | 75,7  | 74,7  | 71,4  |
| davon im Ausland                  | 0,0   | 0,0   | 0,2   | 0,1   | 0,1   | 5,5   |
| Energetische Verwertung insgesamt | 27,8  | 27,8  | 22,1  | 23,7  | 24,7  | 22,6  |
| Gesamtmenge Verwertung            | 98,3  | 98,8  | 99,6  | 99,5  | 99,4  | 99,4  |
| davon im Inland                   | 98,3  | 98,8  | 99,5  | 99,4  | 99,3  | 93,9  |
| davon im Ausland                  | 0,0   | 0,0   | 0,2   | 0,1   | 0,1   | 5,5   |
| Abfallmitverbrennung              | 1,1   | 0,8   | 0,2   | 0,4   | 0,4   | 0,4   |
| Verwertung u. Mitverbrennung      | 99,4  | 99,6  | 99,9  | 99,8  | 99,8  | 99,8  |
| davon im Inland                   | 99,4  | 99,6  | 99,7  | 99,8  | 99,7  | 94,3  |
| davon im Ausland                  | 0,0   | 0,0   | 0,2   | 0,1   | 0,1   | 5,5   |
| Rest (auch Deponie)               | 0,6   | 0,4   | 0,1   | 0,2   | 0,2   | 0,2   |

#### Verwertungsprodukte
Aus ganzen Getränkekartons lässt sich Tectan herstellen.
Der Zellstoff lässt sich relativ einfach abscheiden und kann in der Papierindustrie vielfältig verwendet werden, zum Beispiel zur Produktion von Wellpappe.
Das verbleibende Gemisch aus Kunststoff und Aluminium wird häufig in Zementfabriken verbrannt. Dadurch werden fossile Primärrohstoffe gespart und es entsteht Aluminiumoxid, das die Eigenschaften des Zementes verbessert.
Seit 2021 betreibt eine Tochtergesellschaft des FKN eine Anlage, die das Kunststoff-Aluminiumgemisch in reines Aluminium und die Kunststoffqualitäten HDPE und LDPE trennt, die jeweils als Sekundärrohstoff verwendet werden können.

## Hersteller
Bekannte Hersteller für Getränkekartons sind:
- Adam pack
- ELOPAK
- Greatview Aseptic Packaging
- Italpack
- SIG Group
- Tetra Pak